# Бостандык (Сарыагашский район)
Бостандык (каз. Бостандық, до 1993 г. — Новоабад) — село в Сарыагашском районе Туркестанской области Казахстана. Административный центр Жартытобинского сельского округа. Код КАТО — 515455100.

## Население
В 1999 году население села составляло 1949 человек (967 мужчин и 982 женщины). По данным переписи 2009 года в селе проживало 2687 человек (1336 мужчин и 1351 женщина).
А также в селе Бостандык имеется:
общая средняя школа — 1;
спортивный комплекс — 1;
магазин — 12;
центр автомойки — 1.

## Этнические погромы в феврале 2015 года
5 февраля 2015 года после убийства жителя соседнего села Ынтымак, этнического казаха Бахытжана Артыкова, главного специалиста управления государственных доходов Сарыагашского района, жители села Ынтымак группами по 60-80 человек вошли в Бостандык с разных сторон и начали погром села. Было сожжено около двадцати автомашин, выбиты стёкла, толпа ворвалась в школу, началось мародёрство. Полиция в происходящее не вмешивалась. Таджикское население села во время погрома не выходило на улицу. В районе были отключены сотовая связь и интернет. Жители, в основном этнические таджики, после погромов начали покидать село. Сайты, на которых появлялись новости о конфликте, стали недоступны по всему Казахстану.